# Jussi Tiitola
Pour les articles homonymes, voir Tiitola.
Heikki Juhani (Jussi) Tiitola (né le 12 octobre 1910 à Tampere en Finlande - mort le 20 décembre 1939 à Suurselkä) est un joueur finlandais de hockey sur glace. Il évolue au cours des années 1930 en tant que professionnel avec le club d'Ilves Tampere dans le championnat de Finlande de hockey, le SM-sarja.

## Biographie
Heikki Juhani Tiitola est le fils de Heikki Tiitola et de Hanna Maria Helander. Il est issu d'une famille où ses quatre frères jouent également au hockey : Martti (né en 1904), Jaakko (né en 1907), Matti (né en 1909) et Risto (né en 1915). Il fait ses débuts avec Ilves Tampere dans la SM-sarja en 1933-1934. Les saisons de la ligue sont courtes à cette époque, trois matchs en 1933-1934, puisque seulement quatre équipes participent cette saison et outre l'équipe de Tampere, les trois autres équipes sont basées à Helsinki : Helsingfors Skridskoklubb (souvent abrégé par le sigle HSK), Helsingin Palloseura (HPS) et Helsingin Jalkapalloklubi (HJK). Il joue les trois matchs aux côtés de trois de ses frères : Martti, Jaakko et Risto.
Lors de la saison suivante, le HPS ne participe pas au jeu et quatre matchs sont disputés. Le cinquième frère de la famille rejoint le club et Jussi Tiitola inscrit quatre buts et réalise quatre passes décisives en quatre matchs ; il finit meilleur pointeur de la saison alors que le HJK est premier du championnat. En 1935-1936, le KIF Helsinki se rajoute au championnat et un système de matchs aller-retour est mis en place, ce qui fait que chaque équipe joue six rencontres. Jussi Tiitola se classe une nouvelle fois en tête des pointeurs du championnat avec cette année une récolte de dix buts. Son club est à égalité de points avec la nouvelle équipe du KIF mais ils sont sacrés champions après un match barrage gagné par Tiitola et ses coéquipiers – il ne reste plus que Jussi et Risto dans l'effectif.
Le ÅIFK Turku prend la place du HSK qui est relégué pour la saison 1936-1937 mais Tampere remporte un nouveau titre de champion. Avec quatorze points, onze buts et trois aides, Jussi Tiitola est une nouvelle fois le meilleur pointeur de la saison. En 1937-1938, il devient le troisième capitaine de l'histoire du club après Niilo Tammisalo et Risto Lindroos. Au sein d'un championnat qui compte désormais cinq équipes avec l'ajout du Riento Turku, l'équipe de Tampere remporte un troisième titre consécutif de champion alors que seulement chaque équipe joue un match contre chaque autre club. Matti Wasama, coéquipier de Tiitola, finit meilleur pointeur de la saison avec sept points alors que le néo-capitaine en compte trois.
Une nouvelle fois capitaine en 1938-1939, Tiitola joue cinq des six matchs de son équipe, totalisant encore une fois trois points. Risto Lindroos est le nouvel entraîneur d'Ilves qui se classe troisième du championnat ; le championnat accueille sept équipes avec le retour du HSK et l'ajout du Tarmo Hämeenlinna. À la fin de la saison, Jussi Tiitola devient le président du club omnisports.
La saison suivante est annulée en raison de la Seconde Guerre mondiale : la Finlande s'engage dans la Guerre d'Hiver à la suite de l'invasion du pays par l'URSS le 30 novembre 2009. Tiitola s'engage dans le 16e régiment d'infanterie mais il meurt au front le 20 décembre 1939,.

## Statistiques
| Saison    | Équipe        | Ligue    |    | PJ | B | A  | Pts | Pun |
| 1933-1934 | Ilves Tampere | SM-sarja | 3  | 0  | 1 | 1  | 0   |     |
| 1934-1935 | Ilves Tampere | SM-sarja | 4  | 4  | 4 | 8  | 0   |     |
| 1935-1936 | Ilves Tampere | SM-sarja | 6  | 10 | 0 | 10 | 0   |     |
| 1936-1937 | Ilves Tampere | SM-sarja | 6  | 11 | 3 | 14 | 1   |     |
| 1937-1938 | Ilves Tampere | SM-sarja | 4  | 2  | 1 | 3  | 0   |     |
| 1938-1939 | Ilves Tampere | SM-sarja | 5  | 3  | 0 | 3  | 0   |     |
| Totaux    | Totaux        | Totaux   | 28 | 26 | 9 | 37 | 1   |     |

## Trophées et honneurs personnels
- Meilleurs pointeurs du championnat en 1934-1935, 1935-1936 et 1936-1937 ;
- Champion de Finlande en 1935-1936, 1936-1937 et 1937-1938 ;
- Capitaine des Ilves en 1937-1938 et 1938-1939.